# Melaphe vestita
Melaphe vestita är en mångfotingart som först beskrevs av Carl Ludwig Koch 1847.  Melaphe vestita ingår i släktet Melaphe och familjen Xystodesmidae. Utöver nominatformen finns också underarten M. v. thracia.